# マルハニチロ物流
株式会社マルハニチロ物流（マルハニチロぶつりゅう、英: Maruha Nichiro Logistics, Inc.）は、東京都中央区に本社を置く、マルハニチログループの低温物流事業を行う会社である。

## 概要
マルハニチロの物流子会社であり、グループの低温物流事業を一手に引き受けている。東京、大阪、名古屋、福岡など主要港の港湾地区を中心に37拠点、58万トンの冷蔵倉庫を展開している。庫復量では国内第3位。

## 沿革
- 1924年（大正13年） - 大洋漁業（後のマルハ）の前身企業の一つある株式会社林兼商店の冷蔵倉庫事業として創業[4]
- 2002年（平成14年）10月 - 株式会社マルハコールド物流として設立[5]
- 2004年（平成16年）4月 - 株式会社マルハ物流ネットへ社名変更[5]
- 2005年（平成17年）4月 - 新日本コールド株式会社、梅田冷蔵株式会社、大洋冷凍株式会社を吸収合併[5]
- 2006年（平成18年）3月 - 中京冷蔵株式会社、成田市場冷蔵株式会社、八代冷凍株式会社を吸収合併[5][4]
- 2007年（平成19年）
  - 3月 - 子会社として株式会社マルハ物流サービス関西、株式会社マルハ物流サービス九州設立[4]
  - 3月 - 新長門運送株式会社を完全子会社化[4]
- 2008年（平成20年）
  - 4月1日 - マルハニチログループの事業再編によりマルハニチロ物流へ社名変更、同グループの低温物流事業を担う会社となり、マルハニチロホールディングスの完全子会社となる[6]
  - 4月 - 株式会社ニチロ流通センターを完全子会社化[4]
- 2014年（平成26年）4月 - マルハニチログループの1社であるマルハニチロ水産がマルハニチロホールディングス・マルハニチロ食品・マルハニチロ畜産を吸収合併しマルハニチロに社名変更したことに伴い、マルハニチロの完全子会社に変更[4]
- 2015年（平成27年）4月1日 - 完全子会社の株式会社ニチロ流通センターを吸収合併[7]
- 2025年（令和7年）2月26日 - 川崎第一物流センターに新設された冷凍倉庫が竣工[8]。

## 支社
- 関東支社 - 東京都中央区豊海町4番5号（豊海振興ビル6階）
- 中部支社 - 愛知県名古屋市港区浜1丁目1番1号（ベレーサ築地口ステーションタワー3A号室）
- 関西支社 - 大阪府大阪市住之江区南港南6丁目2番15号
- 九州支社 - 福岡県福岡市東区箱崎ふ頭5丁目2番22号

## グループ会社
全て株式会社である。
- マルハニチロ物流サービス関東 - 東京都中央区
- マルハニチロ物流サービス中部 - 愛知県名古屋市
- マルハニチロ物流サービス関西 - 大阪府大阪市
- マルハニチロ物流サービス九州 - 福岡県福岡市
- 新長門運送 - 福岡県福岡市